# Flow (album Slowly Rolling Camera)
Flow è il quinto album del gruppo jazz gallese Slowly Rolling Camera, pubblicato dalla Edition Records nel 2023.

## Tracce
Musica digitale
1. Roots of Blue – 1:51
2. River View – 4:30
3. Unrivalled – 3:42
4. Mist – 1:40
5. Connected – 5:27
6. Divine Right – 3:08
7. Flow – 4:03
8. Elevated – 7:52
9. River of Mirrors – 2:06

Durata totale: 34:19

## Formazione
- Dave Stapleton tastiera elettronica
- Deri Roberts - produttore, tastiera elettronica
- Elliot Bennett - batteria

Altri musicisti:
- Stuart McCallum - chitarra
- Josh Arcoleo - sassofono
- Verneri Pohjola - tromba